# Costantinella
Costantinella — рід грибів родини Morchellaceae. Назва вперше опублікована 1892 року.

## Класифікація
До роду Costantinella відносять 9 видів:
- Costantinella athrix
- Costantinella clavata
- Costantinella cristata
- Costantinella micheneri
- Costantinella palmicola
- Costantinella phragmitis
- Costantinella terrestris
- Costantinella tilletii
- Costantinella tillettei